# Goswin Anton von Spiegel zum Desenberg und Canstein
Goswin Anton von Spiegel zum Desenberg und Canstein (* 6. Oktober 1712; † 22. Oktober 1793) war ein römisch-katholischer Geistlicher und Domherr in Münster und Paderborn sowie Geheimer Rat und Weltlicher Hofrichter.

## Leben

### Herkunft und Familie
Goswin Anton von Spiegel zum Desenberg entstammte dem zum Uradel des Hochstifts Paderborn zählenden Adelsgeschlecht von Spiegel zum Desenberg. Er war der Sohn des Johann Everhard von Spiegel zum Desenberg (1660–1737) und dessen Gemahlin Josina Maria von Schade (1677–1737). Franz Wilhelm von Spiegel (1752–1815, kurkölnischer Minister) und Ferdinand August von Spiegel (1764–1835, Erzbischof in Köln) waren seine Neffen.

### Werdegang und Wirken
Im Jahre 1733 immatrikulierte Goswin Anton an der Universität Siena, nachdem er im Jahr zuvor mit päpstlichem Zuspruch die durch den Tod des Domdechanten von Landsberg frei gewordene münstersche Dompräbende erhalten hatte. 1746 optierte er das Archidiakonat Stadtlohn, gab es zwei Jahre später auf und wurde, verbunden mit der Domkantorei, Archidiakon in Albersloh. Im Jahre 1747 erlangte er die kaiserliche Erste Bitte auf das Domkanonikat in St. Mauritz in Münster. Es kam zum Streit mit dem Kapitel in St. Mauritz, weil Goswin Anton zusätzlich das Scholasteramt besetzen wollte. Schließlich wurde dieser Streit durch den Reichshofrat zugunsten Spiegels entschieden. Goswin Anton wurde als Schützling des Fürstbischofs Vicedominus und im Jahre 1753 Geheimer Rat und Weltlicher Hofrichter.
Im Siebenjährigen Krieg war er für das Hochstift Münster in einer Kommission tätig, die sämtliche militärische Angelegenheiten zu regeln hatte. Er wurde am 6. Juni 1758 von der Besatzungsmacht verhaftet und bis zum Kriegsende in die Verbannung geschickt. In Paderborn besaß Goswin Anton seit 1770 ein Domkanonikat, auf das er im Jahre 1790 verzichtete.